# Eriosema acuminatum
Eriosema acuminatum är en ärtväxtart som först beskrevs av Christian Friedrich Frederik Ecklon och Carl Ludwig Philipp Zeyher, och fick sitt nu gällande namn av Charles Howard Stirton. Eriosema acuminatum ingår i släktet Eriosema och familjen ärtväxter. Inga underarter finns listade i Catalogue of Life.